# Лукьянов, Иван Игоревич
Ива́н Лукья́нов (латыш. Ivans Lukjanovs; 24 января 1987, Даугавпилс) — латвийский футболист, полузащитник.

## Карьера
Воспитанник ФК «Сконто». Помимо «Сконто» и его фарм-клубов в Латвии играл за ФК «Олимп». В Литве играл за ФК «Шяуляй» и «Судува».
17 июля 2008 года дебютировал в Кубке УЕФА. Всего сыграл 4 матча, в которых забил 1 гол.
В июле 2009 года заключил контракт с польским ФК «Лехия» из Гданьска.
В августе 2012 года перешёл в украинский ФК «Металлург» из Запорожья.
В январе 2013 года перебрался в российский ФК «Волгарь».
В июле 2013 года подписал контракт с ФК «Ротор».

## Достижения
- Обладатель Кубка Балтии: 2012.